# Денисово-Ніколаєвка
Дени́сово-Нікола́євка (рос. Денисово-Николаевка) — хутір в Куйбишевському районі Ростовської області Росії. Входить до складу Кринично-Лузького сільського поселення.

## Географія
Географічні координати: 47°48' пн. ш. 39°17' сх. д. Часовий пояс — UTC+4.
Хутір Денисово-Ніколаєвка розташований на південному схилі Донецького кряжу. Відстань до районного центру — села Куйбишева становить 31 км. Через хутір протікає річка Лівий Тузлов.

### Урбаноніми
- вулиці — Берегова, Степова, Ювілейна[2].

## Населення
За даними перепису населення 2010 року на території хутора проживало 65 осіб. Частка чоловіків у населенні складала 50,8% або 33 особи, жінок — 49,2% або 32 особи.

## Пам'ятки
На території хутора знаходиться братська могила 52 радянських воїни, що загинули під час Другої світової війни.